# Heerlijkheid Steenbergen
De heerlijkheid Steenbergen was een heerlijkheid in het hertogdom Brabant en de latere Republiek der Zeven Verenigde Nederlanden, dat de stad Steenbergen en directe omgeving omvatte.

## Geschiedenis
Na het kinderloos overlijden van Arnoud van Leuven in 1287, besloot hertog Jan I van Brabant de heerlijkheid Breda te verdelen. Pas in 1290 kwam men tot een definitief akkoord over de verdeling. De heerlijkheid werd verdeeld in drie delen: de heerlijkheid Breda (na 1350 verheven tot baronie), de heerlijkheid Bergen op Zoom (na 1533 markiezaat) en de heerlijkheid Steenbergen.
De heerlijkheid Breda werd toegewezen aan de nazaten van Godfried III van Breda zijn dochter Sophia, waardoor het in handen kwam van Raso van Gaveren. De heerlijkheid Bergen op Zoom werd toegewezen aan de nazaten van Godfried zijn dochter Beatrix, waardoor het in handen kwam van Gerard van Wesemael.
Door de onduidelijke waterstaatkundige positie van Steenbergen en omgeving werd dit afgesplitst in een aparte heerlijkheid met twee heren. Reeds eerder had men in het gebied veel land verloren door overstromingen wat een gelijke verdeling tussen de twee heren bemoeilijkte. Tweeherigheid leek de oplossing.
Na 1458 komt de heerlijkheid Steenbergen volledig in handen van het Huis Nassau. Reeds in 1403 was Engelbrecht I van Nassau-Siegen door zijn huwelijk met Johanna van Polanen halfheer van de heerlijkheid geworden. In 1458 verkocht Jan II van Glymes zijn helft in het zwaar verarmde Steenbergen aan Jan IV van Nassau zodat zij de volledige heerlijkheid bezaten.

Nadat de heer van Steenbergen, Filips Willem van Oranje, het oostelijk veengebied liet inpolderen werd dit in 1606 verheven tot een zelfstandige heerlijkheid genaamd 'Prinsenland'. Hier ontstond Dinteloord, dat van 1606 tot 1997 (het jaar waarin de gemeentelijke herindeling plaatsvond en het dorp werd opgenomen binnen de gemeente Steenbergen) een zelfstandige bestuurlijke eenheid vormde.